# Hateship Loveship
Hateship, Loveship es una película estadounidense de género drama estrenada en 2013 (2014 en Estados Unidos), dirigida por Liza Johnson y escrita por Mark Poirier. Está basada en el cuento "Odio, amistad, noviazgo, amor, matrimonio" escrito en 2001 por Alice Munro. La película está protagonizada por Kristen Wiig, Hailee Steinfeld, Guy Pearce, Jennifer Jason Leigh y Nick Nolte. Su estreno mundial fue en el Festival Internacional de Cine de Toronto de 2013. El 11 de marzo de 2014, se lanzó el tráiler oficial de la película.

## Sinopsis
Johanna Parry (Kristen Wiig) debe mudarse a una nueva ciudad para comenzar a trabajar como ama de llaves para el Sr. McCauley (Nick Nolte), un anciano que necesita ayuda con el mantenimiento de la casa, y para ser cuidadora de la nieta de McCauley, Sabitha (Hailee Steinfeld). Conoce al padre de Sabitha y yerno de McCauley, Ken (Guy Pearce), que no vive con ellos, sino que reside en Chicago. La mejor amiga de Sabitha, Edith (Sami Gayle), le dice a Johanna (después de que Johanna le pregunta dónde vive la madre de Sabitha) que la esposa de Ken murió hace varios años. Después de invitar a cenar a Johanna y Sabitha, Ken le escribe una nota amistosa a Johanna, que le entrega su hija. Johanna escribe una carta de respuesta y la amiga de Sabitha, Edith, se ofrece a llevarla a la oficina de correos y enviarla por correo. Sin embargo, Edith intercepta la carta y, como una broma cruel, las dos adolescentes falsifican una nota de amor de Ken, dirigida a Johanna. Luego, crearon una cuenta de correo electrónico falsa para Ken (que no tiene correo electrónico). Se hacen pasar por él, respondiendo a los correos electrónicos de amor de Johanna. "Ken" la llama "mi única amiga", pero las cosas pueden cambiar cuando "Ken" le pide a Johanna que lo visite en Chicago.

## Reparto
- Kristen Wiig como Johanna Parry
- Hailee Steinfeld como Sabitha
- Guy Pearce como Ken
- Jennifer Jason Leigh como Chloe
- Nick Nolte como Mr. McCauley
- Sami Gayle como Edith
- Christine Lahti como Eileen
- Brett Roedel como Jason
- Brian Roedel como Justin
- Joel K. Berger como Stevie

- Datos: Q14387340
- Multimedia: Hateship, Loveship / Q14387340